# Etalagebenen
Etalagebenen is een lekenterm voor claudicatio intermittens, een van de meest kenmerkende symptomen passende bij de diagnose 'perifeer arterieel vaatlijden' (PAV). De term refereert aan het veelvuldig stilstaan van patiënten die bij het lopen pijn in de benen ondervinden ten gevolge van een vernauwing of afsluiting van een slagader naar of in de benen.

## Oorzaak
De oorzaak van de vernauwing of afsluiting is vrijwel altijd het gevolg van vetafzetting in de wand van de slagader en verkalking van de wand (atherosclerose). Roken is samen met suikerziekte verreweg de belangrijkste oorzaak hiervan. Er zijn echter ook wel mensen die nooit gerookt hebben en toch deze aandoening krijgen. Tijdens het lopen hebben de beenspieren meer zuurstof en dus meer bloed nodig. Bij gebrek aan zuurstof ontstaat verzuring van de spieren, wat de krampende pijn veroorzaakt.

## Klachten
Door een vernauwing in de bloedvaten treden klachten als een stekende, krampende pijn, vermoeidheid of een zwaar gevoel in de benen op.
De meest typische klacht bij etalagebenen is pijn na een stukje lopen. Na een poosje rusten (door bijvoorbeeld voor een etalage een poosje staan te kijken, vandaar de Nederlandse benaming) zakt de pijn weer wat af en kan de patiënt weer verder lopen. De afstand die de patiënt nog kan lopen zonder pijn te krijgen is een praktische maat voor de ernst van de aandoening.
De plaats waar de pijn optreedt, zegt iets over de plaats van de vernauwing: die zit meestal flink daarboven. In het allerergste geval heeft men ook in rust pijn. Dan zijn de bloedvaten zo ernstig vernauwd dat de bloedvoorziening naar de spieren en de huid ook in rust tekortschiet. Vaak wordt eerst gekeken of het probleem kan worden opgeheven door middel van een PTA-behandeling (dotteren), eventueel een stent plaatsen, en daarna als dat niet afdoende is kan er worden overgegaan op revascularisatie. Daarbij wordt een ader, meestal uit hetzelfde been of uit de arm, eerst verwijderd en vervolgens zodanig ingehecht dat daardoor het bloed de vernauwing kan omzeilen. Indien dit niet mogelijk is, of als de operatie niet lukt, is uiteindelijk vaak een amputatie nodig.

## Diagnose
Allereerst kan onderzocht worden of in de knieholte (aan de arteria poplitea) en aan de zijkant van de enkel (aan de arteria tibialis) nog pulsaties te voelen zijn. Vervolgens kan de ernst van het perifeer arterieel vaatlijden worden ingeschat met behulp van de enkel-armindex. Hierbij wordt de bloeddrukwaarde aan de enkel gedeeld door de bloeddrukwaarde aan de pols. Als deze waarde tussen de 0,4 en 0,9 ligt is perifeer arterieel vaatlijden zeer waarschijnlijk. Waarden onder de 0,4 duiden op zeer ernstige ischemie van de onderste ledematen, wat gepaard kan gaan met gangreen.

## Behandelingsmethoden

### Leefmaatregelen
Niet roken, gezond eten en voldoende lichaamsbeweging. Stoppen met roken is juist bij deze ziekte uitermate belangrijk en als de patiënt dit niet doet zullen de klachten meestal snel toenemen. Operaties bij patiënten die blijven roken worden door veel behandelende chirurgen zelfs als nagenoeg zinloos beschouwd. Het effect van stoppen met roken is ook groter dan dat van alle medicijnen die voor deze aandoening worden gegeven bij elkaar.
Na een infarct (of wanneer men een hoog risico heeft op cardiovasculaire aandoeningen) wordt gezonde voeding in combinatie met een dieet aangeraden. Het dieet bestaat ruwweg uit een beperking van verzadigde vetzuren. Verzadigde vetzuren dragen bij tot de obstructie van de arterie. Er kan bijkomend eventueel een zoutbeperking worden aangeraden; hiervan is bewezen dat het bloeddrukverlagend werkt.
Door een intensieve looptraining kunnen de klachten afnemen of zelfs verdwijnen. Gesuperviseerde oefenprogramma's zijn effectiever vergeleken met een gestructureerd oefenprogramma thuis of vergeleken met het advies om zelf drie maal per week te wandelen. Door gesuperviseerde oefenprogramma’s kunnen deelnemers verder wandelen en hebben ze een hogere levenskwaliteit.

### Dotteren
Soms is het mogelijk het bloedvat ter plaatse van de vernauwing wat op te rekken, het zogenoemde 'dotteren', waardoor de doorbloeding weer beter functioneert. Deze ingreep kan meestal poliklinisch gebeuren, maar wordt voorafgegaan door een specifiek vooronderzoek, de angiografie. Bij dit onderzoek kan de vernauwing ook direct worden gedotterd, eventueel met plaatsing van een stent.

### Operatie
Er wordt alleen tot een operatie overgegaan bij heel ernstige klachten en als de andere behandelingsmethoden geen effect hebben. De meest gebruikte methode is het aanleggen van een bypass (omleiding). Hierbij wordt gebruikgemaakt van een goede ader van de patiënt uit een ander deel van zijn lichaam, of van een kunstmatig gemaakt vat. Bij heel ernstige gevallen kan een nieuwe aortabroekprothese nodig zijn, die het onderste deel van de grote lichaamsslagader met de splitsing in twee grote vaten naar de benen vervangt.

## Mogelijke complicaties
De kans op complicaties is klein. Mogelijke complicaties kunnen zijn: bloeding, wondinfectie, trombose, arteriële embolie, blaasontsteking, longontsteking of hartinfarct. 
Na een operatie zal de patiënt meestal medicijnen blijven gebruiken om het bloed minder stolbaar te maken en zo de kans op trombose te verminderen.

## Twijfel
Bij twijfel of er sprake is van etalagebenen is het goed een arts te raadplegen. Bij vroegtijdige diagnose kan direct tot behandeling worden overgegaan en is een operatie niet vaak nodig.